# 多尔多涅河畔阿勒
多爾多涅河畔阿勒（法語：Alles-sur-Dordogne，法語發音：[al syʁ dɔʁdɔɲ]）是法国多尔多涅省的一个市镇，属于贝尔热拉克区。

## 地理
多尔多涅河畔阿勒（44°51'31"N, 0°52'3"E）面积9.41 平方千米，位于法国新阿基坦大区多爾多涅省，该省份为法国西南部内陆省份，是法國本土面积第三大的省，大致对应佩里戈尔地区，北起顺时针与夏朗德省、上维埃纳省、科雷兹省、洛特省、洛特-加龙省、吉倫特省和滨海夏朗德省接壤。
与多尔多涅河畔阿勒接壤的市镇（或旧市镇、城区）包括：利默伊、勒比松德卡杜安、波纳、特雷莫拉、圣沙马西。

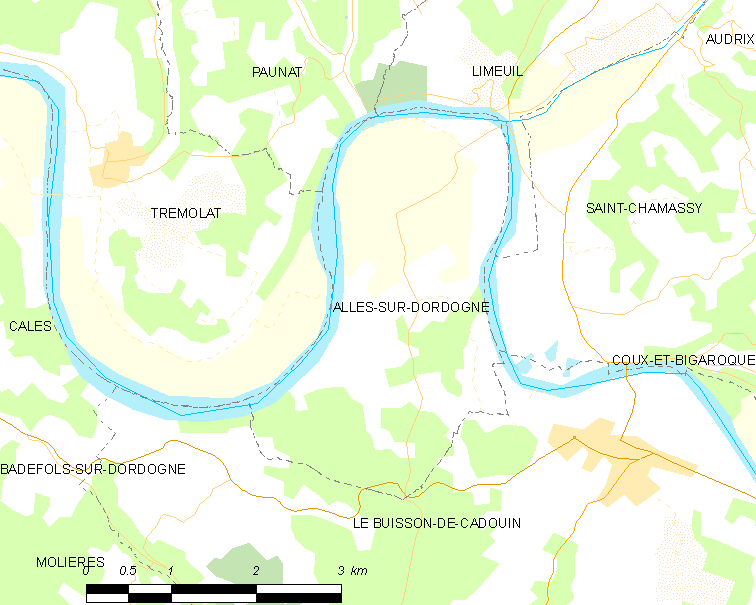
多尔多涅河畔阿勒的OSM定位图

多尔多涅河畔阿勒的时区为UTC+01:00、UTC+02:00（夏令时）。

## 行政
多尔多涅河畔阿勒的邮政编码为24480，INSEE市镇编码为24005。

## 政治
多尔多涅河畔阿勒所属的省级选区为拉兰德县。

## 人口

1962-2008年间多尔多涅河畔阿勒人口变化图示

多尔多涅河畔阿勒于2022年1月1日时的人口数量为384人。